# Ricardo Faty
Ricardo Faty (ur. 4 sierpnia 1986 w Villeneuve-Saint-Georges) – francuski piłkarz pochodzenia senegalskiego grający na pozycji defensywnego pomocnika.

## Kariera klubowa
Rodzina Ricardo pochodzi z Senegalu, ale on sam urodził się już we Francji na przedmieściach Paryża, w Villeneuve-Saint-Georges. Swoje pierwsze piłkarskie kroki stawiał w szkółce INF Clairefontaine, natomiast w 2002 Faty trafił do RC Strasbourg, gdzie grał najpierw w juniorach, a w sezonie 2004/2005 występował w drużynie Strasbourga w Amatorskich Mistrzostwach Francji (Championnat de France Amateurs). Zagrał w nich w 27 meczach i zdobył 1 bramkę. Sezon 2005/2006 młody Ricardo także zaczynał w mistrzostwach amatorów, w których rozegrał 14 meczów, ale w tamtym sezonie był już powoływany do pierwszej drużyny Strasbourga, a z czasem włączony do niej na stałe. 29 października 2005 zadebiutował w barwach tego klubu w Ligue 1 w przegranym 0:1 domowym meczu z AS Saint-Étienne. W całym sezonie rozegrał 12 meczów dla Strasbourga w tym 7 w lidze i 5 w Pucharze Francji i Pucharze Ligi Francuskiej. RC Strasbourg zajął jednak przedostatnie, 19. miejsce w lidze i spadł do Ligue 2. Fakt ten, a także inny, że z włoskiej Romy do Interu Mediolan odszedł latem 2006 defensywny pomocnik, rodak Faty’ego Olivier Dacourt spowodowały, że Roma wykupiła ze Strasbourga młodego Ricardo za 350 tysięcy euro, a ten podpisał z Romą 5-letni kontrakt. W Romie w sezonie 2006/2007 Faty zadebiutował 17 września w drugiej kolejce ligowej Serie A w wygranym 3:1 wyjazdowym meczu ze Sieną. U trenera Luciano Spalletti zagrał łącznie 11 meczów w Serie A zdobywając wicemistrzostwo Włoch, a także trzy w rozgrywkach Ligi Mistrzów.
Latem 2007 Faty został wypożyczony do niemieckiego Bayeru 04 Leverkusen, który musiał jeszcze dopłacić 600 tysięcy euro, natomiast zimą 2008 roku na tej samej zasadzie trafił do FC Nantes.
13 czerwca 2012 roku podpisał 2–letni kontrakt z pierwszoligowym AC Ajaccio. W 2014 roku przeszedł do klubu Standard Liège, a w 2015 do Bursasporu. W 2018 został zawodnikiem MKE Ankaragücü.
| Sezon   | Klub                       | Kraj    | Rozgrywki     | Mecze | Bramki | Rozgrywki Europy          | Mecze | Bramki |
| ------- | -------------------------- | ------- | ------------- | ----- | ------ | ------------------------- | ----- | ------ |
| 2005/06 | RC Strasbourg              | Francja | Ligue 1       | 7     | 0      | Liga Europy UEFA          | 5     | 0      |
| 2006/07 | AS Roma                    | Włochy  | Serie A       | 11    | 0      | Liga Mistrzów UEFA        | 3     | 0      |
| 2007/08 | Bayer 04 Leverkusen (wyp.) | Niemcy  | Bundesliga    | 2     | 0      | Liga Europy UEFA          | 1     | 0      |
| 2007/08 | FC Nantes (wyp.)           | Francja | Ligue 2       | 15    | 3      | –                         | –     | –      |
| 2008/09 | FC Nantes (wyp.)           | Francja | Ligue 1       | 26    | 0      | –                         | –     | –      |
| 2009/10 | AS Roma                    | Włochy  | Serie A       | 8     | 0      | Liga Europy UEFA          | 1     | 0      |
| 2010/11 | Aris FC                    | Grecja  | Alpha Ethniki | 21    | 1      | Liga Europy UEFA          | 8     | 1      |
| 2011/12 | Aris FC                    | Grecja  | Alpha Ethniki | 26    | 2      | –                         | –     | –      |
| 2012/13 | AC Ajaccio                 | Francja | Ligue 1       | 25    | 2      | –                         | –     | –      |
| 2013/14 | AC Ajaccio                 | Francja | Ligue 1       | 20    | 2      | –                         | –     | –      |
| 2014/15 | AC Ajaccio                 | Francja | Ligue 2       | 2     | 0      | –                         | –     | –      |
| 2014/15 | Standard Liège             | Belgia  | Eerste klasse | 26    | 3      | Liga Mistrzów/Liga Europy | 5     | 0      |
| 2015/16 | Standard Liège             | Belgia  | Eerste klasse | 5     | 1      | Liga Europy               | 3     | 0      |
| 2015/16 | Bursaspor                  | Turcja  | Süper Lig     | 24    | 2      | –                         | –     | –      |
| 2016/17 | Bursaspor                  | Turcja  | Süper Lig     | 24    | 0      | –                         | –     | –      |
| 2017/18 | Bursaspor                  | Turcja  | Süper Lig     | 6     | 0      | –                         | –     | –      |

Stan na: koniec sezonu 2017/2018

## Kariera reprezentacyjna
Faty był młodzieżowym reprezentantem Francji w kategorii U-21.
W 2012 Faty zadebiutował w reprezentacji Senegalu.

## Życie prywatne
Starszy o 2 lata brat Ricardo, Jacques także jest piłkarzem i reprezentantem Senegalu.